# Wat Songdhammakalyani
Wat Songdhammakalyani (Thai: วัดทรงธรรมกัลยาณี, RTGS-Umschrift Wat Songtham Kanlayani, Aussprache [wátˑsoŋˑtʰamˑkanˑláˑjaːˑniː]), offiziell ทรงธรรมกัลยาณีภิกษุณีอาราม, Songtham Kanlayani Phiksuni Aram („Songdhammakalyani-Nonnenkloster“) ist ein buddhistisches Nonnenkloster in der Provinz Nakhon Pathom in Thailands Zentralregion. Es ist Thailands erstes und bisher einziges Bhikkhuni-Kloster.

## Lage
Der Tempel liegt am östlichen Stadtrand von Nakhon Pathom an der Thanon Phetkasem von Bangkok nach Nakhon Pathom im Mueang Nakhon Pathom. Das Phra Pathom Chedi befindet sich etwa vier Kilometer westlich des Tempelgeländes.

## Geschichte
Das Gelände vor der Stadt Nakhon Pathom wurde in den 1960er Jahren von der Journalistin, Lehrerin und Frauenrechtlerin Voramai Kabilsingh erworben, die sich 1971 in Taiwan zur Bhikkhuni Ta Tao Fa Tzu ordinieren ließ. Anschließend ließ sie auf dem Gelände einen Ubosot, wie in der Vinayapitaka festgelegt, sowie eine Dhamma-Schule („Dhammapisamai School“) errichten. Da Thailands offizielle Sangha die Ordination von Bhikkhunis bisher nicht anerkennt, wurde der Einrichtung der offizielle Status eines buddhistischen Tempel/Klosters (Wat) verweigert. Als Äbtissin des Klosters fungiert seit dem Tod ihrer Mutter im Jahr 2003 Dhammananda Bhikkhuni (bürgerlich Chatsumarn Kabilsingh), die Tochter der Gründerin.